# Bad Mitterndorfer Nikolospiel
Das Bad Mitterndorfer Nikolospiel ist ein historischer Brauch im Hinterberger Tal, welches mit seinen Orten in Gänze zur Marktgemeinde Bad Mitterndorf im steirischen Salzkammergut in Österreich gehört.
Am Abend des 5. Dezember jeden Jahres, also am Vorabend des Nikolaustages, zieht eine Schar verkleideter Gestalten um den Bischof Nikolaus zum Teil mit furchterregenden hölzernen Masken durch die Orte und führt an mehreren Stellen ein bäuerliches Jedermannspiel über den Tod eines armen Mannes auf. Das Spiel folgt einem seit langer Zeit feststehenden, teilweise gereimten Text.

## Die Gestalten
Im Zug wird streng auf eine feste Reihenfolge geachtet. Vorauseilend sammeln bis zu drei Mesner im Chorhemd von den Umstehenden Geld für die Gaben der Kinder. Die Spitze des Zuges bilden über zehn sogenannte Schab (auch Strohschab). Das sind vollkommen in Stroh gekleidete Männer mit langen Hörnern aus mit Stroh umwickelten Haselgerten. Sie knallen (schnalzen) im Takt mit ihren Peitschen (Goaßeln), um die Straße freizumachen.

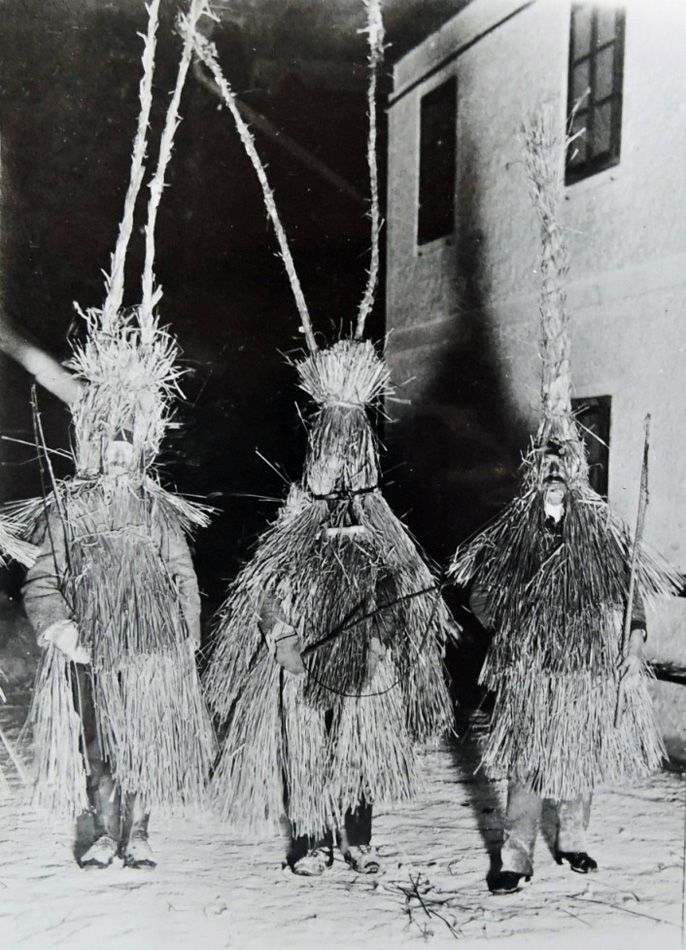
Drei Strohschab auf dem ältesten Foto vom Nikolospiel

Die Nächsten gehen jeweils paarweise, zunächst Quartiermacher und Nachtwächter. Der Erste, in Polizeiuniform, bittet an der nächsten Spielstätte um Einlass und sorgt für Ordnung im Zug. Der Nachtwächter trägt Laterne, Hellebarde und Signalhorn.
Es folgen Schimmelreiter und Barchtl. Der Schimmel ist eine über zwei Meter lange tragbare Imitation, mit der am Spielort Zuschauer zurückgedrängt und Platz geschaffen wird. Der Barchtl mit lächelnder Holzmaske und Buckelkorb beschenkt während der Vorstellung die Kinder.
Das nächste Paar bilden Rollenträger und Engel. Der Rollenträger mit sechs Hörnern und schwarzem Fell ist ein tobender Geselle. Der Engel hat langes blondes Haar und besänftigt den Rollenträger. Es folgen Bischof und Pfarrer sowie Bettelmann und Tod, Letzterer mit Totenschädelmaske und Sense.
Habergeiß und Schmied: Die Habergeiß in weißem Gewand trägt an einer Stange einen Ziegenkopf, der zuschnappen kann und nach Kleidungsstücken der Zuschauer greift. Der Schmied in Arbeitskleidung schlägt mit dem Hammer während der Darbietung dicht neben die Füße der Zuschauer. Früher nagelte er die lange Kleidung an den Fußboden.
Der Teufel kommt in zweierlei Gestalt, als langhalsiger Eheteufel und als Luzifer, gefolgt von den Schwarzen in schwarzen Schafsfellmänteln und mit gehörnter Holzmaske. Sie tragen einen Schellengurt um den Bauch und schlagen mit einer Rute. Zwei von ihnen, die Luziferhaber, halten den Luzifer zunächst an einer Kette. Den Beschluss bildet der Nikolojäger mit Waidsack und Flinte. Er überwacht die Schwarzen und sorgt für ein unfallfreies Treiben.
Die Beschreibung bezieht sich hier auf den Bad Mitterndorfer Zug. In den anderen Ortsteilen gibt es kleine Abweichungen.

## Der Auftritt
Nachdem der Quartiermacher vom Wirt die Erlaubnis erhalten hat, seine Gesellen hereinzulassen, kommt der Nachtwächter und mahnt, auf Feuer und Licht zu achten. Der Schimmelreiter umrundet die Auftrittsfläche und vertreibt damit symbolisch die bösen Geister. Nun stürmt der Rollenträger herein und erschreckt die Kinder. Aber der Engel besänftigt ihn und begrüßt nun den Bischof Nikolaus und den Pfarrer.
Der Bischof richtet mahnende Worte an die Anwesenden und bittet nach seiner Predigt den Pfarrer, die Kinder zu prüfen. Nach positivem Prüfungsausgang verteilt der Barchtl seine Gaben an die Kinder.
Nun bittet der Bettelmann den Pfarrer, ihm die Beichte abzunehmen. Er erzählt seine Schandtaten jeweils unter beschönigenden Formulierungen und zeigt keine Reue. Er will nicht wahrhaben, dass er jederzeit abberufen werden kann. Da erscheint der Tod und streckt ihn nieder. Zwei Schwarze ziehen ihn hinaus. Nochmals richtet der Bischof ernste und ermahnende Worte an alle Versammelten, sie mögen sich das eben Geschehene zu Herzen nehmen. Dann verlässt er mit dem Pfarrer den Raum.
Nun stürmt der Eheteufel herein und erklärt in seiner Predigt, wie er es anstellt, eine Ehe zu zerstören. Als Nächster tritt ungestüm Luzifer auf, immer noch an der Kette der Luziferhaber, denen er aber nach seiner Predigt entkommen kann, was zusammen mit den nun eingedrungenen Schwarzen zu großem Tumult führt. Das Hornsignal des Nachtwächters setzt dem Treiben ein Ende.

## Geschichte
Der Ursprung des Geschehens lässt sich nicht ermitteln. Aber der kostümierte Straßenumzug deutet zumindest auf Bezüge zu vorchristlicher Zeit, wo sich zum Sieg der Sonne über die Finsternis Kulttänzer in die Häute der geopferten Tiere hüllten. Das Christentum konnte die alten Sitten nicht ganz verdrängen und setzte den finsteren Gestalten insbesondere seit der Zeit der Gegenreformation (16. und 17. Jahrhundert) die lichten in Form von Bischof Nikolaus, Engel und Priester entgegen. Auch der Anfang der belehrenden Textpredigten dürfte in diese Zeit fallen, die sich nach ihrer schriftlichen Fixierung um die Wende zum 20. Jahrhundert nicht mehr wesentlich geändert haben. Da die Texte über ein weiteres Gebiet als das heutige ähnlich waren, wird auch angenommen, sie könnten aus einer gemeinsamen Quelle, etwa einem Kloster, stammen.
Ein amtlicher Nachweis des Mitterndorfer Nikolospiels ist eine Bewilligung der Gemeindevorstehung aus dem Jahr 1862.
Früher gab es in vielen anderen Orten des Salzkammergutes und des Ennstals solche Spiele, welche jedoch mangels Interesse in Vergessenheit geraten oder wegen Ausschreitungen verboten worden sind. In Mitterndorf wurde das Spiel mit Ausnahme während der beiden Weltkriege durchgehend beibehalten. Es kam nie zu Ausschreitungen.
Außer dem Bad Mitterndorfer Ereignis, bei dem der Nikolozug  vom Ortsteil Krungel über fünf Kilometer ins Ortszentrum mit fünf Aufführungen des Nikolospiels führt und über vier Stunden dauert, gibt es Nikolospiele auch in den Ortsteilen Tauplitz mit zwei Aufführungen und Pichl-Kainisch mit drei Vorstellungen.
Die Masken und Kostüme des Bad Mitterndorfer Nikolospiels können das Jahr über im Heimatmuseum besichtigt werden.
Die Bad Mitterndorfer Nikolospiele üben eine große Anziehungskraft auch über das Tal hinaus aus. Über sie wurde im Fernsehen
berichtet, und es kommen Reisebusse mit vielen Interessenten von weit her.